# Club Deportivo Tropezón
El Club Deportivo Tropezón es un club de fútbol español de la localidad de Tanos, en Torrelavega (Cantabria). Fue fundado en 1983 y actualmente milita en el grupo III de Tercera Federación. Ha disputado cuatro temporadas en Segunda División B de España y una en Segunda Federación.

## Historia
El Tropezón se fundó en la localidad de Tanos como peña de seguidores del primer club local, la Gimnástica; su nombre al formalizarse el 5 de junio de 1983 fue Peña Tropezón de Tanos, dando continuidad a la Peña El Tropezón creada dos años antes con una finalidad no solo deportiva sino también cultura, recreativa e incluso gastronómica. Posteriormente se creó el club de fútbol, que empezaría a competir en categorías regionales y llegaría a competir con la propia Gimnástica en Segunda B y Tercera División.
Desde la temporada 2022-23 compite en la Tercera Federación, después de una sola campaña en Segunda RFEF. 

## Estadio

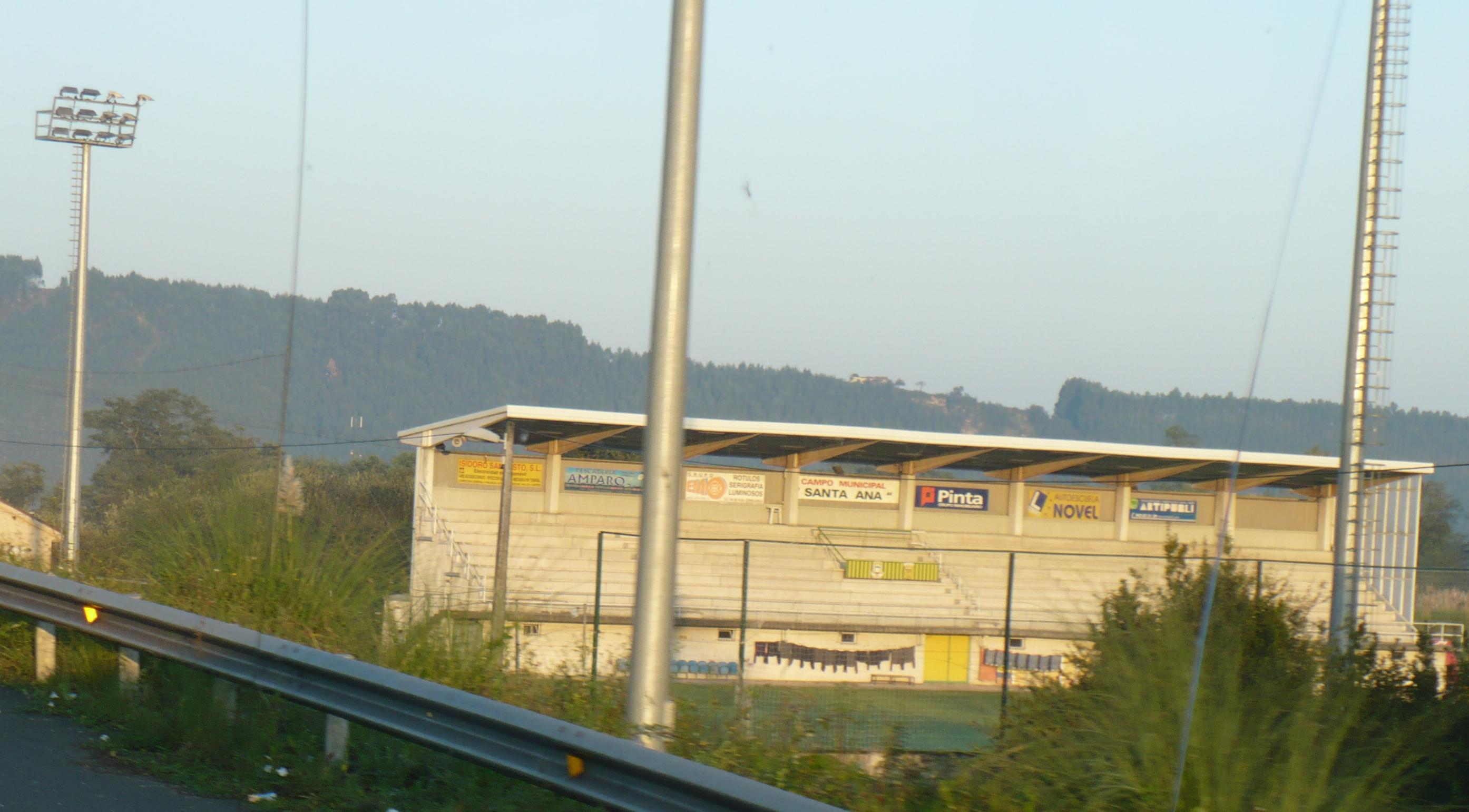
Campo de fútbol de Santa Ana, hogar del Tropezón.

Inicialmente disputó sus partidos en el campo del Prado, terreno donde se celebraban las fiestas del pueblo, hasta que en 1998 se trasladó a campo municipal de Santa Ana, de césped artificial. Cuenta con una capacidad estimada en unos 1500 espectadores, repartidos en una pequeña grada cubierta en uno de los laterales del campo y el resto del perímetro del terreno de juego. Sus dimensiones son de 105 x 65 metros. Fue inaugurado oficialmente el 29 de noviembre de 1998, con un encuentro contra el rival municipal de la Gimnástica de Torrelavega, correspondiente a la jornada decimocuarta de la Segunda División B, que finalizó con empate a cero.
Santa Ana es la patrona de la localidad de Tanos.

## Uniforme
- Primer uniforme: camiseta amarilla con detalles verdes, pantalón verde con franjas amarillas y medias con rayas verdes y amarillas.
- Segundo uniforme:: camiseta y pantalón rojos con detalles blancos; medias rojas.

## Datos del club
- Temporadas en Segunda División B (4): 1998-99, 2000-01, 2013-14 y 2014-15.
- Temporadas en Segunda Federación (1): 2021-22.
- Temporadas en Tercera División (26): 1991-92 a 1997-98, 1999-00, 2001-02 a 2012-13 y 2015-16 a 2020-21. 
  - Mejor clasificación en Segunda División B: 12.º (2013-14).
  - Mejor clasificación en la Copa del Rey: segunda ronda (1999).
- Temporadas en Tercera Federación (1): 2022-23.

## Palmarés

### Torneos nacionales
- Tercera División de España (3): 1996-97, 1997-98 y 2012-13.
- Subcampeón de la Copa RFEF (1): 2000-01.

### Torneos autonómicos
- Fase autonómica de Cantabria de la Copa RFEF (7): 1995-96, 1996-97, 2000-01 2001-02, 2014-15, 2018-19 y 2019-20.
- Subcampeón de la fase autonómica de Cantabria de la Copa RFEF (3): 1997-98, 2006-07 y 2007-08.